# Rechtschreibung des Englischen
Die Rechtschreibung des Englischen beschreibt die schriftliche Wiedergabe der englischen Sprache. Wie die Rechtschreibung vieler Sprachen weist auch die des Englischen einen hohen Grad an Standardisierung auf. Im Gegensatz zu den meisten Sprachen gibt es jedoch für fast jedes Phonem mehrere Schreibweisen, und die meisten Buchstaben haben je nach ihrer Position im Wort und Kontext auch mehrere Aussprachemöglichkeiten.
Die meisten Rechtschreibkonventionen des modernen Englisch sind aus der phonetischen Schreibweise einer Variante des Mittelenglischen abgeleitet und spiegeln im Allgemeinen keine Lautveränderungen wider, die seit dem späten 15. Jahrhundert stattgefunden haben (wie etwa die Frühneuenglische Vokalverschiebung).
Trotz der unterschiedlichen englischen Dialekte, die von Land zu Land und innerhalb verschiedener Regionen eines Landes gesprochen werden, gibt es nur geringfügige regionale Unterschiede in der englischen Rechtschreibung. Dabei sind die beiden bekanntesten Varianten die britische und die amerikanische Rechtschreibung. Andererseits trägt diese Einheitlichkeit auch zur Divergenz zwischen der geschriebenen und gesprochenen englischen Sprache an einem bestimmten Ort bei.